# Драгослав Кедровић
Драгослав Кедровић (1839 — 9. август 1907) је био први крушевачки апотекар и оснивач Кедровићеве апотеке.

## Биографија
Рођен је 1839. године као син сиромашног млинарског радника Јанка рођеног у првој половини 19. века у Сентандреји и богате мајке Ане, Словакиње. Отац му је обешен јер је учествовао у Мађарској буни 1848. када је Кедровић отишао преко Саве у Крагујевац 1861. године. Школовање је почео у Кошици, а тироцинијум је похађао у Братислави 1858—1861. Од једногодишње зараде је у Будимпешти завршио једну годину фармације. Поново се вратио у Крагујевац где је остао до 1866. где је радио као апотекарски помоћник. Године 1866. је отишао у Минхен да заврши другу и последњу годину фармације у класи Јустуса фон Либига, академску титулу је стекао 1867. када се преселио у Крушевац. Прву крушевачку Кедровићеву апотеку је отворио јануара 1868. Основао је бројне своје препарате, био је поборник индивидуалне терапије и бринуо је да народ привикне на стручно спремљене лекове. Са учитељима и професорима је основао ђачки фонд који је новчано помагао сиромашним ученицима. Од оснивања, био је непрекидно двадесет и пет година на челу овог фонда и за свој рад је одликован орденом Светог Саве и Таковског крста. Учествовао је у оснивању Пољопривредног друштва. Сељаке је учио калемљењу воћака, справљању масла и објашњавао им је добру исхрану, борио се против надрилекарства. Био је дописни члан Лекарског и апотекарског друштва. Одликован је орденом Таковског крста за учешће у ратовима 1876. и 1878. године. Слободан Симоновић је навео да Кедровић ниједног дана није одсуствовао из официне све до смрти, а иза њега је остао син Душан (1879—1965) који је наставио очевим стопама. Преминуо је 9. августа 1907. у Крушевцу.